# Vanathavillu Division
Vanathavillu Division är en division i Sri Lanka.   Den ligger i provinsen Nordvästprovinsen, i den nordvästra delen av landet, 160 km norr om huvudstaden Colombo.